# Pedro de la Rosa
Pedro Martínez de la Rosa (* 24. února 1971, Barcelona) je bývalý španělský pilot Formule 1. Za svou závodní kariéru absolvoval 87 závodů, debutoval 7. března 1999 a hned v prvním závodě bodoval. Celkem za svou kariéru nasbíral 35 bodů a jednou dojel na pódium. V roce 2012 závodil za tým HRT F1.V roce 2013 byl testovacím jezdcem pro tým Scuderia Ferrari.

## Počátky kariéry
Svou kariéru zahájil netradičně v šampionátu Evropských rádiově řízených off-roadových vozů. Mezi lety 1983 a 1987 tento šampionát vyhrál 2x. Svůj debut na motokárách si odbyl až v roce 1988, kdy mu bylo 17 let. Poté se připojil do Španělské Formule Fiat Uno a v roce 1989 se stal šampiónem.
Roku 1990 závodil v šampionátu španělské Formule Ford 1600 a hned se stal mistrem. Poté přestoupil do Britské Formule Renault 1600 a za 6 závodů nasbíral 2 pódia. V roce 1991 skončil celkově na 4. místě ve Španělském šampionátu Formule Renault. O rok později vyhrál jak Evropskou, tak Britskou sérii Formule Renault. Poté se s úspěchy na 2 roky odmlčel, až v roce 1995 se stal šampiónem Japonské Formule 3 a skončil na 3. místě v Grand Prix Macau. V roce 1996 obsadil 8. místa ve Formuli Nippon F3000 a Japonském šampionátu GT. O rok později celkově vyhrál obě zmiňované série.

## Formule 1

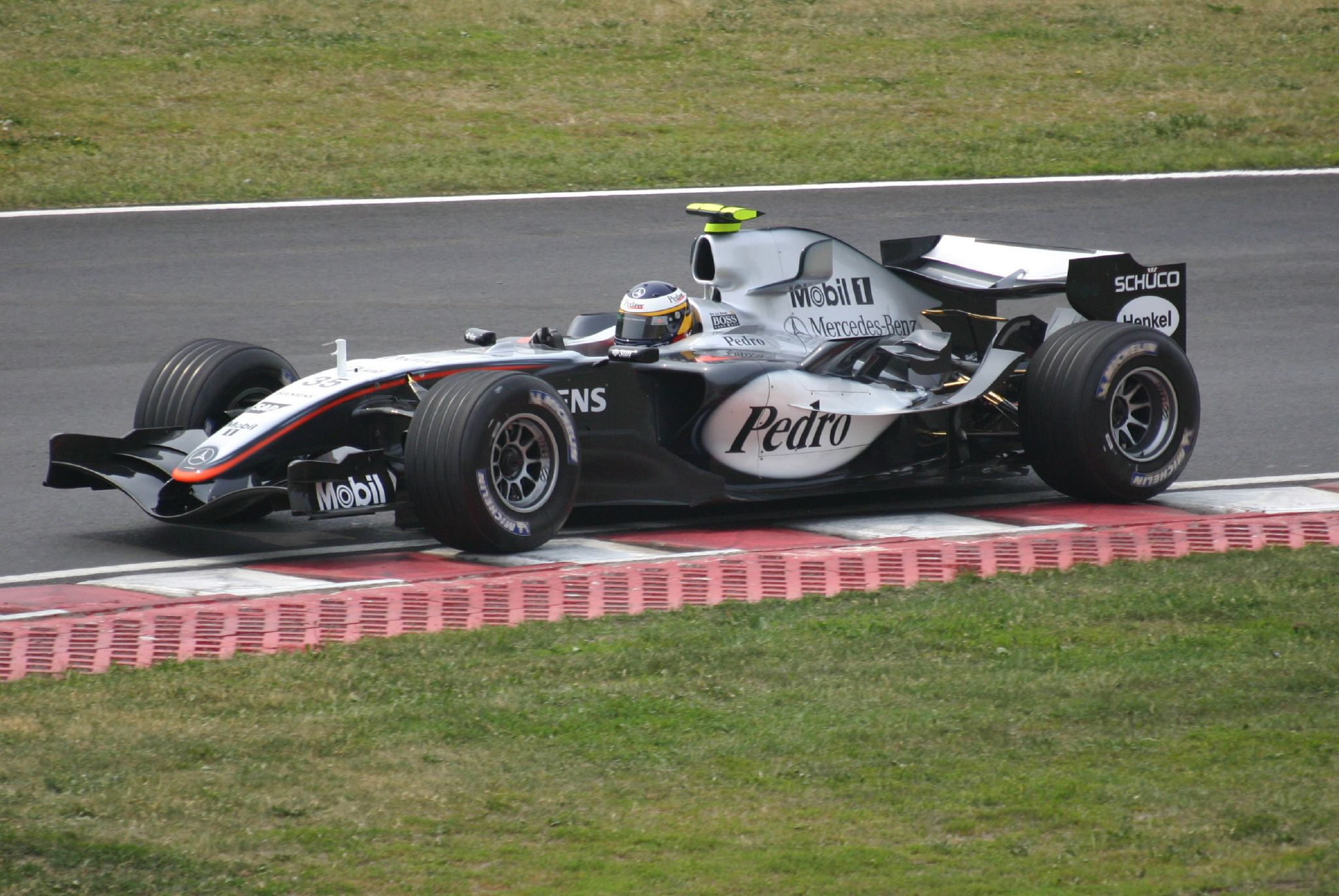
De la Rosa při Grand Prix Kanady 2005, jako třetí jezdec.

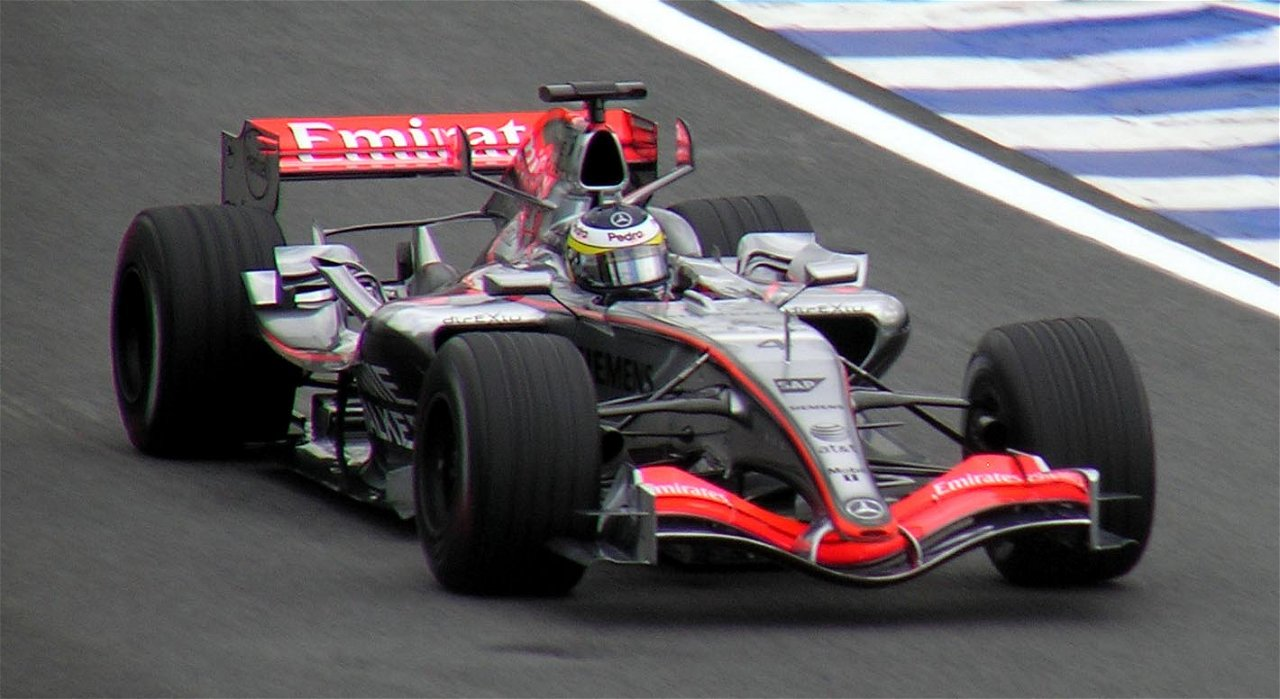
De la Rosa při Grand Prix Brazílie 2006.

V roce 1998 zamířil do Formule 1, když se stal testovacím jezdcem stáje Jordan. O rok později už závodil s týmem Arrows. Hned při svém debutu si připsal bod, ale bylo to jediné umístění na bodech za celou sezónu. V následující sezóně bodoval na obou německých okruzích. Na další 2 roky se pak upsal týmu Jaguar, kde však trpěl neshodami se stájovým kolegou, Eddiem Irvinem. V roce 2001 si připsal 3 body, o rok později nedokázal bodovat ani jednou. A tak stejně jako Irvine, který ukončil kariéru, opustil Jaguár. Další závodní angažmá hledal marně a tak se stal testovacím pilotem stáje McLaren. Příležitost závodit dostal až v roce 2005, když se zranil Juan Pablo Montoya. V závodě dojel na 5. místě a zaznamenal nejrychlejší kolo.
11. července 2006 přebral místo závodního jezdce po Montoyovi, který odešel závodit do série NASCAR. Dlouho nebylo jasné, jestli Pedro dojede celou sezónu, ale nakonec se tak opravdu stalo. Při Grand Prix Maďarska 2006 dokončil dokonce závod na 2. místě, což bylo jeho nejlepší umístění v kariéře. A tak na konci sezóny, ze které odjel jen slabou polovinu, se mohl radovat ze své nejlepší sezóny v kariéře, když získal 19 bodů a byl celkově na 11. místě.

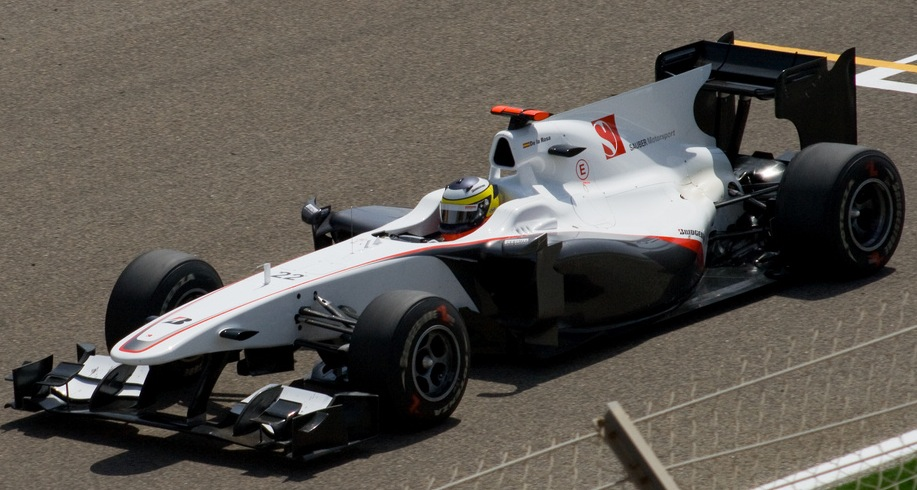
De la Rosa ve voze Sauber C29 při Grand Prix Bahrajnu 2010.

Poté se dlouze spekulovalo, kdo usedne v příští sezóně do kokpitu vedle Fernanda Alonsa. Místo avizovaného De la Rosy však místo zaujal nováček Lewis Hamilton. De la Rosa se přesunul zpět do role testmana. Zároveň začal komentovat pro španělskou televizi Telecinco.
V roce 2007 znovu vyvstaly spekulace, že by se mohl do F1 vrátit, a to v nově vznikajícím týmu Prodrive, který měl debutovat v roce 2008. Prodrive měl úzce spolupracovat s McLarenem a proto měli do kokpitu usednout jeho testovací jezdci Gary Paffett a právě De la Rosa. Avšak z projektu týmu Prodrive sešlo.
Byl též zapleten do špionážní aféry, který vyústila vyloučením McLarenu z poháru konstruktérů pro rok 2007.
Před Grand Prix Austrálie 2008 byl Pedro de la Rosa jmenován předsedou Asociace závodních jezdců. Ve funkci nahradil Ralfa Schumachera, který z F1 odešel.
Jako testman působil i v roce 2009.
V roce 2010 závodil v týmu Sauber po boku Japonce Kamuje Kobajašiho. Neodjel celou sezonu, protože byl na posledních 5 závodů nahrazen Nickem Heidfeldem.

### 2012–: HRT
Do Grand Prix Austrálie se nekvalifikoval a FIA týmu HRT odmítla udělit výjimku. Po 23. místě v kvalifikaci obsadil v malajsijské velké ceně 21. příčku. Třiadvacátý skončil i v kvalifikaci na Velkou cenu Číny a v závodě obsadil 21. místo. Dvacátý druhý skončil v kvalifikaci na Velkou cenu Bahrajnu a v závodě obsadil dvacáté místo. Z 22. místa v kvalifikaci Grand Prix Španělska dojel poslední (14.). GP Monaka po startu z 21. příčky nedokončil kvůli následkům postartovní kolize.

## Kompletní výsledky ve Formuli 1
| Legenda k tabulce | Legenda k tabulce                                                                       |
| Barva             | Výsledek                                                                                |
| ----------------- | --------------------------------------------------------------------------------------- |
| Zlatá             | Vítěz                                                                                   |
| Stříbrná          | 2. místo                                                                                |
| Bronzová          | 3. místo                                                                                |
| Zelená            | Bodované umístění                                                                       |
| Modrá             | Nebodované umístění                                                                     |
| Modrá             | Dokončil neklasifikován (NC)                                                            |
| Fialová           | Odstoupil (Ret)                                                                         |
| Červená           | Nekvalifikoval se (DNQ)                                                                 |
| Červená           | Nepředkvalifikoval se (DNPQ)                                                            |
| Černá             | Diskvalifikován (DSQ)                                                                   |
| Bílá              | Nestartoval (DNS)                                                                       |
| Bílá              | Závod zrušen (C)                                                                        |
| Světle modrá      | Pouze trénoval (PO)                                                                     |
| Světle modrá      | Páteční testovací jezdec (TD)                                                           |
| Bez barvy         | Netrénoval (DNP)                                                                        |
| Bez barvy         | Vyřazen (EX)                                                                            |
| Bez barvy         | Nepřijel (DNA)                                                                          |
| Bez barvy         | Odvolal účast (WD)                                                                      |
| Bez barvy         | Nezúčastnil se (prázdné)                                                                |
| Označení          | Význam                                                                                  |
| Tučnost           | Pole position                                                                           |
| Kurzíva           | Nejrychlejší kolo                                                                       |
| †                 | Jezdec nedojel do cíle, ale byl klasifikován, protože odjel více než 90 % délky závodu. |
| ‡                 | Byl udělován poloviční počet bodů, protože bylo odjeto méně než 75 % délky závodu.      |
| Horní index       | Umístění bodujících jezdců ve sprintu                                                   |

| Rok                                                  | Tým                   | Šasi           | Motor                              | 1       | 2       | 3       | 4       | 5       | 6       | 7       | 8       | 9       | 10      | 11     | 12      | 13      | 14      | 15      | 16      | 17      | 18     | 19     | 20     | Body | Umístění  |
| ---------------------------------------------------- | --------------------- | -------------- | ---------------------------------- | ------- | ------- | ------- | ------- | ------- | ------- | ------- | ------- | ------- | ------- | ------ | ------- | ------- | ------- | ------- | ------- | ------- | ------ | ------ | ------ | ---- | --------- |
| 1999                                                 | Repsol Arrows         | Arrows A20     | Arrows T2-F1 3.0 V10               | AUS 6   | BRA Ret | SMR Ret | MON Ret | ESP 11  | CAN Ret | FRA 11  | GBR Ret | AUT Ret | GER Ret | HUN 15 | BEL Ret | ITA Ret | EUR Ret | MAL Ret | JPN 13  |         |        |        |        | 1    | 18. místo |
| 2000                                                 | Arrows F1 Team        | Arrows A21     | Supertec FB02 3.0 V10              | AUS Ret | BRA 8   | SMR Ret | GBR Ret | ESP Ret | EUR 6   | MON Ret | CAN Ret | FRA Ret | AUT Ret | GER 6  | HUN 16  | BEL 16  | ITA Ret | USA Ret | JPN 12  | MAL Ret |        |        |        | 2    | 16. místo |
| 2001                                                 | Jaguar Racing         | Jaguar R2      | Cosworth CR-3 3.0 V10              | AUS     | MAL     | BRA     | SMR     | ESP Ret | AUT Ret | MON Ret | CAN 6   | EUR 8   | FRA 14  | GBR 12 | GER Ret | HUN 11  | BEL Ret | ITA 5   | USA 12  | JPN Ret |        |        |        | 3    | 16. místo |
| 2002                                                 | Jaguar Racing         | Jaguar R3      | Cosworth CR-3 3.0 V10/CR-4 3.0 V10 | AUS 8   | MAL 10  | BRA 8   | SMR Ret | ESP Ret | AUT Ret | MON 10  | CAN Ret | EUR 10  |         |        |         |         |         |         |         |         |        |        |        | 0    | 21. místo |
| 2002                                                 | Jaguar Racing         | Jaguar R3B     | Cosworth CR-3 3.0 V10/CR-4 3.0 V10 |         |         |         |         |         |         |         |         |         | GBR 11  | FRA 9  | GER Ret | HUN 13  | BEL Ret | ITA Ret | USA Ret | JPN Ret |        |        |        | 0    | 21. místo |
| 2003–2004: Pedro de la Rosa se neúčastnil Formule 1. |                       |                |                                    |         |         |         |         |         |         |         |         |         |         |        |         |         |         |         |         |         |        |        |        |      |           |
| 2005                                                 | West McLaren Mercedes | McLaren MP4-20 | Mercedes FO 110R 3.0 V10           | AUS TD  | MAL TD  | BHR 5   | SMR TD  | ESP TD  | MON     | EUR     | CAN TD  | USA TD  | FRA TD  | GBR TD | GER     | HUN     |         |         |         |         |        |        |        | 4    | 20. místo |
| 2005                                                 | Team McLaren Mercedes | McLaren MP4-20 | Mercedes FO 110R 3.0 V10           |         |         |         |         |         |         |         |         |         |         |        |         |         | TUR TD  | ITA TD  | BEL     | BRA     | JPN TD | CHN TD |        | 4    | 20. místo |
| 2006                                                 | Team McLaren Mercedes | McLaren MP4-21 | Mercedes FO 108S 2.4 V8            | BHR     | MAL     | AUS     | SMR     | EUR     | ESP     | MON     | GBR     | CAN     | USA     | FRA 7  | GER Ret | HUN 2   | TUR 5   | ITA Ret | CHN 5   | JPN 11  | BRA 8  |        |        | 19   | 11. místo |
| 2007–2009: Pedro de la Rosa se neúčastnil Formule 1. |                       |                |                                    |         |         |         |         |         |         |         |         |         |         |        |         |         |         |         |         |         |        |        |        |      |           |
| 2010                                                 | Sauber                | Sauber C29     | Ferrari 056 2,4 V8                 | BHR Ret | AUS 12  | MAL DNS | CHN Ret | ESP Ret | MON Ret | TUR 11  | CAN Ret | EUR 12  | GBR Ret | GER 14 | HUN 7   | BEL 11  | ITA 14  | SIN     | JPN     | KOR     | BRA    | ABU    |        | 6    | 17. místo |
| 2011                                                 | Sauber F1 Team        | Sauber C30     | Ferrari 056 2.4 V8                 | AUS     | MAL     | CHN     | TUR     | ESP     | MON     | CAN 12  | EUR     | GBR     | GER     | HUN    | BEL     | ITA     | SIN     | JPN     | KOR     | IND     | ABU    | BRA    |        | 0    | 20. místo |
| 2012                                                 | HRT F1 Team           | HRT F112       | Cosworth CA2012 V8                 | AUS DNQ | MAL 21  | CHN 21  | BHR 20  | ESP 14  | MON Ret | CAN Ret | EUR 17  | GBR 20  | GER 21  | HUN 22 | BEL 18  | ITA 18  | SIN 17  | JPN 18  | KOR Ret | IND Ret | ABU 17 | USA 21 | BRA 17 | 0    | 25. místo |

## Juniorské formule
| Rok  | Název série     | Tým                | Pořadí    | Body | Závody | Vítězství | Pole Position | Podium |
| ---- | --------------- | ------------------ | --------- | ---- | ------ | --------- | ------------- | ------ |
| 1992 | F Renault (GBR) | Racing for Spain   | 1. místo  | 153  | ?      | ?         | ?             | ?      |
| 1993 | F3 (GBR)        | West Surrey Racing | 6. místo  | 18   | 14     | 0         | 0             | 2      |
| 1994 | F3 (GBR)        | Racing for Spain   | 19. místo | 6    | 17     | 0         | 0             | 0      |
| 1995 | F3 (JAP)        | TOM's              | 1. místo  | 54   | 9      | 8         | 8             | 9      |
| 1996 | F Nippon        | Shionogi Team Nova | 8. místo  | 13   | 10     | 0         | 0             | 1      |
| 1997 | F Nippon        | Shionogi Team Nova | 1. místo  | 82   | 10     | 6         | 4             | 10     |